# Абу Заян III
Абу Заян III Ахмад (араб. أبو زيان الرابع; д/н — 1550) — 28-й султан Держави Заянідів в 1540 і 1544—1550 роках. Низка дослідників розглядають його як Абу Заяна IV, враховуючи Абу Заян Ахмада.

## Життєпис
Син султана Абу Мухаммада II. Після смерті батька 1540 року дістав підтримку шейхів племен і марабутів, за допомогою яких повалив брата Абу Абдаллаха VI, який втік до Орану під захист іспанців. Підтвердив васалітет від османської імперії, розраховуючи на підтримку Іспанії та усунення загрози від Алжирських бейлербеїв.
У січні 1543 року Абу Абдаллах за підтримки іспанців спробував захопити Тлемсен, але Абу Заян III завдав супротивникові тяжкої поразки. Але вж згодом нова іспанська армія завдала поразки султану, який утік у межі Марокко. Але й там зазнав поразки від іспанців. 
Наприкінці 1543 року зібрав нове військо, з яким виступив проти Абу Абдаллаха VI, проте зазнав поразки. Разом з тим в цей час відбулося повстання в Тлемсені, який відмовився впустити Абу Абдаллаха VI до міста. Той зрештою відступив до Орану. У січні 1544 року Абу Заян III знову був оголошений султаном. Втім його влада на заході опинилася обмеженою річкою Шеліфф та містом Міліана. Узбережжя контролювали іспанці. 
Абу Заян III спокійно панував до 1549 року, коли надав підтримку Ваттасидам проти очільника Саадитів Мухаммада аш-Шейха. Заянідо-ваттасидське військо зазнало поразки, й ворог захопив Тлемсен. Помер Абу Заян III у 1550 року, не дочекавшись повернення до столиці. Трон успадкував брат Аль-Гасан.